# Sachsen-Gotha
 Sachsen-Gotha  war ein ernestinisches Herzogtum im Römisch-Deutschen Reich, dessen Gebiet heute zum Freistaat Thüringen gehört. Es wurde 1640 gegründet und 1672 zum Herzogtum Sachsen-Gotha-Altenburg erweitert. Im Jahr 1680 wurde es in einer Erbteilung in sieben Herzogtümer aufgeteilt.

## Geschichte

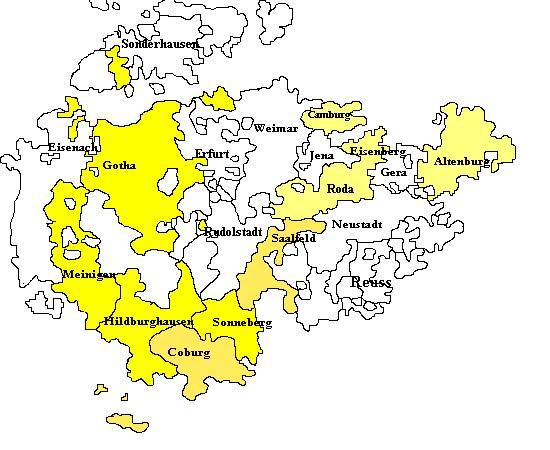
Herzogtum Sachsen-Gotha 1680 vor der Aufteilung in 7 Herrschaftsbereiche

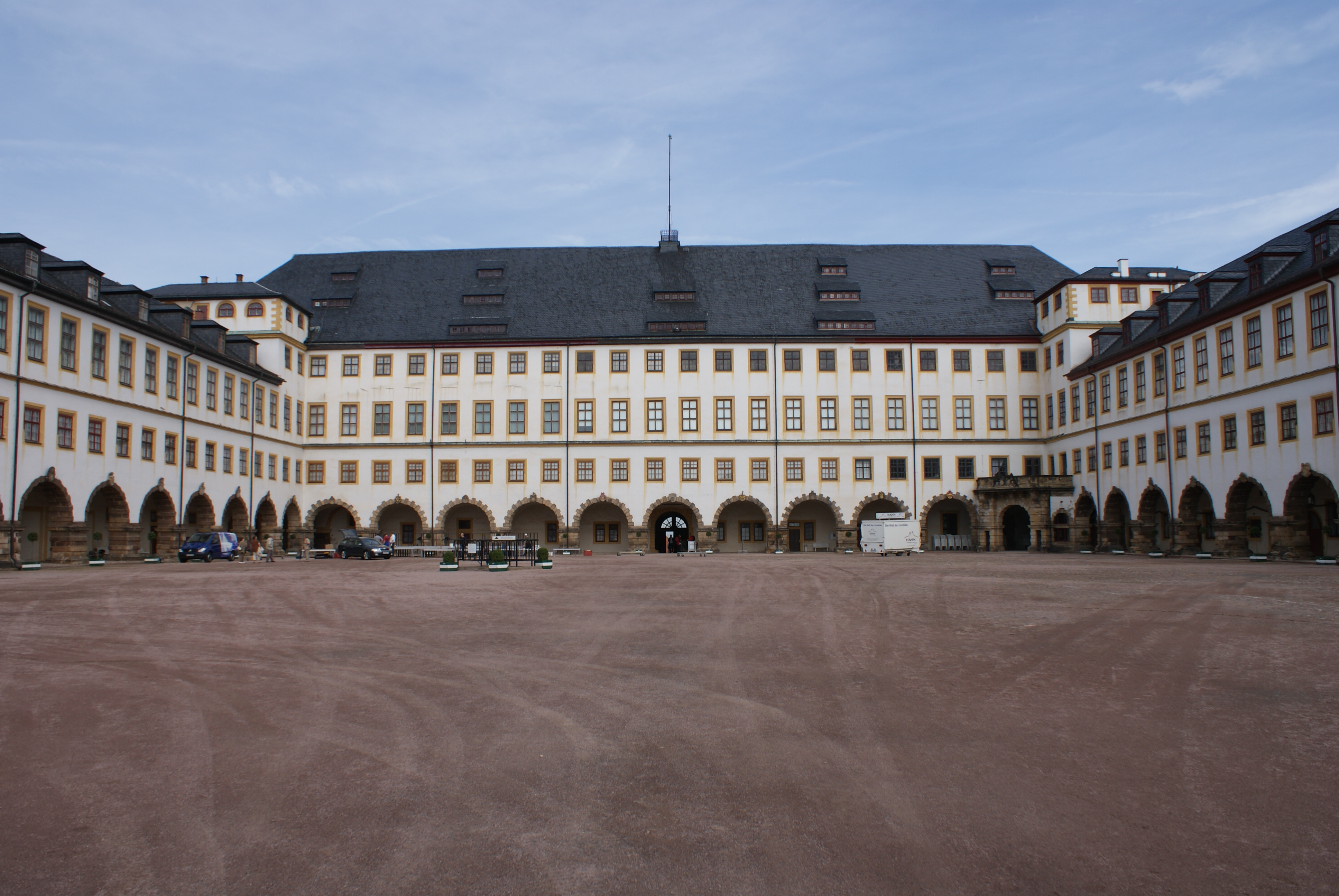
Schloss Friedenstein in Gotha, 1643–1654 als herzogliche Residenz und Verwaltungssitz von Sachsen-Gotha erbaut

Sachsen-Gotha entstand 1640 aus einer Erbteilung des Herzogtums Sachsen-Weimar und fiel an Herzog Ernst I. von Sachsen-Gotha (den Frommen), den zweitjüngsten Sohn Herzog Johanns von Sachsen-Weimar. Bei seiner Gründung umfasste es die fürstlichen Ämter Gotha, Tenneberg, Reinhardsbrunn, Georgenthal, Ichtershausen, Wachsenburg, Schwarzwald, Tonndorf, Salzungen und Königsberg.
Ernst I. wählte Gotha als Residenzstadt für sein Fürstentum. Im Jahr 1650 errichtete der Herzog in seiner neuen Residenz in Räumen des Westflügels des Schlosses Friedenstein die Münzstätte Gotha. In den 35 Jahren seiner Regentschaft konnte er das Herzogtum durch Erbschaften erheblich vergrößern:
- nach dem Erlöschen der Linie Sachsen-Eisenach 1645 um die Hälfte des Fürstentums Eisenach (Ämter Volkenroda, Krayenberg, Heldburg, Eisfeld, Veilsdorf und Allendorf),[1]
- 1660 um Teile der endgültig geteilten Grafschaft Henneberg (Ämter Frauenbreitungen, Wasungen und Sand; im Kahlaer Vertrag geregelt),
- nach dem Erlöschen der Linie Sachsen-Altenburg 1672 um drei Viertel der altenburgischen Gebiete einschließlich Coburg. Das Fürstentum trug seitdem den Namen Sachsen-Gotha und Altenburg. Das Amt Krayenberg wurde 1672 an das Herzogtum Sachsen-Eisenach abgegeben.

Herzog Ernst I. starb 1675 und hinterließ sieben Söhne, die sich zunächst die Regentschaft teilten, da die Ernestiner bis dahin die Primogenitur in der Erbfolge ablehnten. Der älteste Sohn leitete zunächst nach dem Wunsch des Vaters als Herzog Friedrich I. die Regierungsgeschäfte. Der Versuch einer gemeinsamen Hofhaltung im Schloss Friedenstein in Gotha scheiterte jedoch, und 1680 wurde das Erbe unter den sieben Brüdern aufgeteilt:
1. Friedrich I. (1646–1691) erhielt das verkleinerte Sachsen-Gotha-Altenburg und setzte das Haus Sachsen-Gotha-Altenburg fort (erloschen 1825)
2. Albrecht (1648–1699) erhielt Sachsen-Coburg
3. Bernhard I. (1649–1706) erhielt Sachsen-Meiningen und begründete das Haus Sachsen-Meiningen
4. Heinrich (1650–1710) erhielt Sachsen-Römhild
5. Christian (1653–1707) erhielt Sachsen-Eisenberg
6. Ernst (1655–1715) erhielt Sachsen-Hildburghausen und begründete das Haus Sachsen-Hildburghausen, nachmals Sachsen-Altenburg (erloschen 1991)
7. Johann Ernst (1658–1729) erhielt Sachsen-Saalfeld und begründete das Haus Sachsen-Coburg-Saalfeld, nachmals Sachsen-Coburg und Gotha

## Herzöge von Sachsen-Gotha
1. 1640–1674 Ernst I. der Fromme (1601–1675), Sohn Johanns von Sachsen-Weimar

Zu den nachfolgenden Herzögen siehe Sachsen-Gotha-Altenburg.

## Spätere Entwicklung ab 1826
Durch den Teilungsvertrag zu Hildburghausen wurde das Herzogtum Sachsen-Gotha 1826 Teil des neuen Doppelherzogtums Sachsen-Coburg und Gotha. Die Schaffung eines Einheitsstaates war bei dieser Gelegenheit versäumt worden, weshalb das Herzogtum Sachsen-Gotha vor allem bis zur Verabschiedung eines gemeinsamen Staatsgrundgesetzes 1852, aber auch noch danach eine gewisse Eigenständigkeit behielt. Dies äußerte sich unter anderem darin, dass es einen eigenen Gothaer Landtag gab. Dieses (Teil-)Herzogtum Sachsen-Gotha war nach mehreren zwischenzeitlichen Gebietsänderungen allerdings deutlich kleiner als das ursprüngliche gleichnamige Herzogtum des 17. Jahrhunderts. Nach Abschaffung der Monarchie 1918 entstand aus dem Gebiet der Freistaat Sachsen-Gotha, der 1920 im Land Thüringen aufging.